# بابكر با
بابكر با (بالفرنسية: Babacar Ba)‏ سياسي سنغالي ولد في 14 يونيو 1930م في مدينة كاولاك في السنغال شغل منصب وزير خارجية السنغال في عام 1978م وتوفي في عام 2006م.